# Mercedes-Benz 540K
Mercedes-Benz 540K (Mercedes-Benz W 29) — велике і розкішне купе, вершина передвоєнного німецького автопрому, виробника Mercedes-Benz, який вироблявся з 1936 до 1940 рр.

## Історія

### Розробка
У 1936 році автомобіль представляється на Паризькому Автосалоні, проектувальником автомобіля був Фрідріх Гейгер, який працював над його попередником 500K, а також над славнозвісним SSK і Ганс Густав Рор. 540К вийшов на ринок у трьох варіантах:
- двомісне купе
- чотиримісне купе
- лімузин із броньваним кузовом (був одним із найбільших автомобілів свого часу)

### Виробництво
Володарями 540 моделі було багато відомих людей свого часу,серед яких і Дж.Ворнер співзасновник кіностудії Warner Brothers.

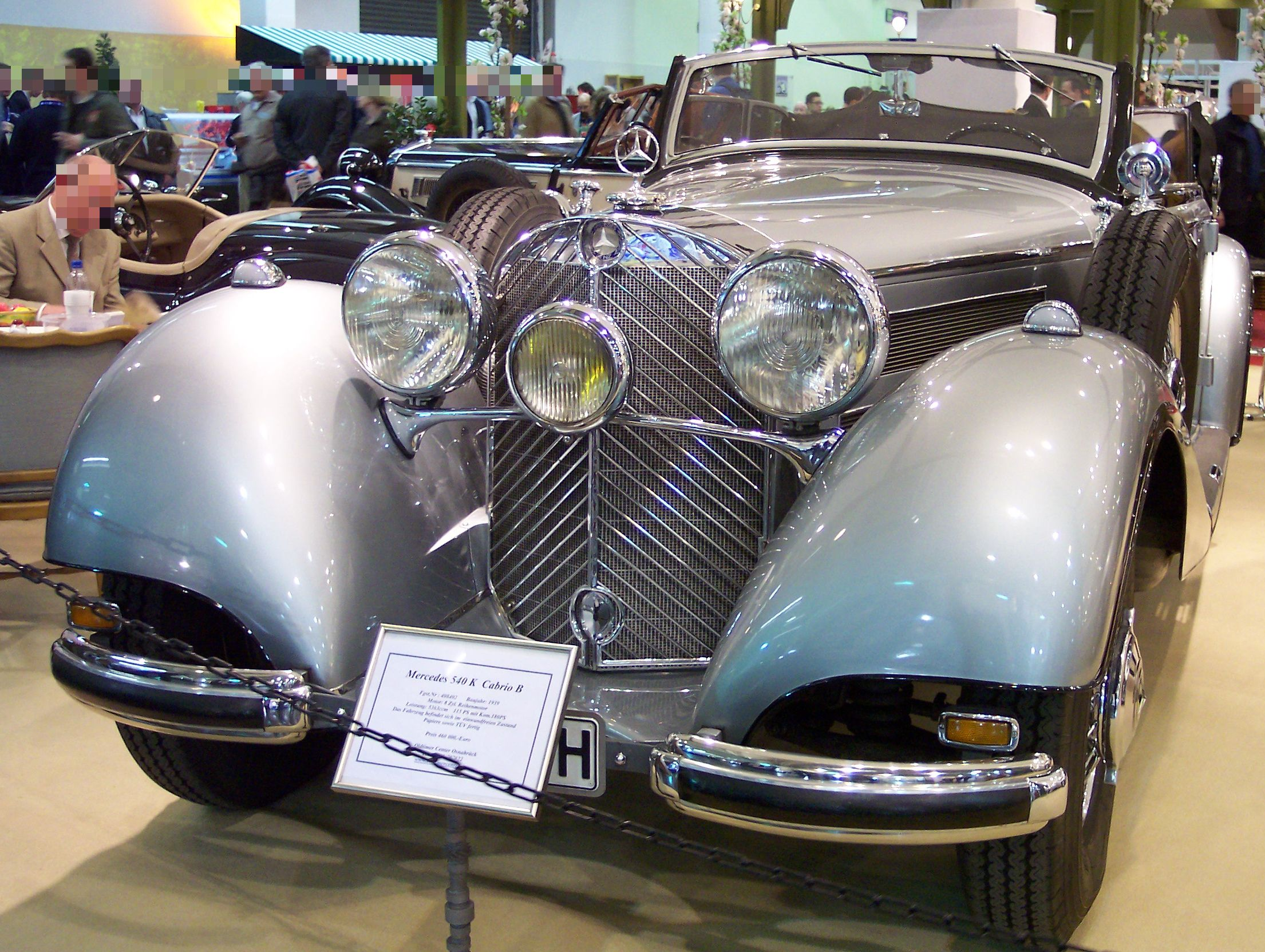
Mercedes-Benz 540K Кабріолет В

Із початком Другої Світової, товариство представило новий 5.8L двигун для модделі 580К,але цей проект так і не був втілений до кінця,виготовили лише один 580К. У 1940 році було припинено виробництва шасі 540 (Тип 24), хоча одинокі шасі для автомобілів виготовлялися до 1944 року - для нацистської еліти. А саме 20 броньованих 540Ks, які товариство виготовило разом із 20 великими і дорогими Merccedes-Benz 770s - теж з бронею.
У 1936 році товариство представило спеціальну 540K, позначивши 540Ks, побудоване на укороченому шасі із колісною базою 2980 мм і броньованим кузовом. Ціна на нього починалася від 28 500 рейхсмарок.

### Історії окремих екземплярів
1937 року Рейхсмаршал Герман Герінг замовив 540Ks, в його улюбленому синьому кольорі. Герінг дуже любив це авто, як факт дуже любив з ним фотографуватися.
4 травня 1945 року це авто захопили американські війська, після чого цей 540-й перейшов у володіння генерала Максвела Тейлора,який використовував машину,як командний транспортний засіб у Західній Німеччині.
Та через деякий час автомобіль відправили до Вашингтона.
У 1956 році авто було продане на аукціоні.
У 1958 авто знову продали-доктору ветеринару Дж.Бідгуду, який перефарбував його у чорний колір.
Mercedes-benz 540k Special Roadster 1937 року на автомобільному аукціоні був проданий за понад ₴66 млн.($8,252 млн.). Всього було виппущено 26 таких автомобілів. До 2007 року автомобіль знаходився у власності боса «Формули-1» Берні Еклстоуна і був виставлений ним на торги в числі інших автомобілів, що належали йому. Ім’я нового власника не розголошується.

## Двигун
Для нового автомобіля Mercedes-Benz створив новий 8-циліндровий 5.4 L двигун, потужністю 115 к.с.Також була версія із компресором, що збільшувало потужність до 180 к.с. і максимальною швидкістю 170 км год.

## Комплектування
Шасі 540-го було те ж саме, що і в 500-го,тільки значно полегшене. Для своїх кллієнтів товариство пропонувало три варіанти шасі:
-дві довгі версії-3290мм.
-коротка версія-2980мм.
Довгий варіант характеризувався чотирма бічними вікнами (версія "В"),і "С"-з двома вікнами.
Коротше шасі було двохмісне-"А"

## Виробництво і модифікації
Спеціально для виробництва 540 моделі,фабрика у Зіндельфінгені найняла 1500 працівників.Було виготовлено 429 автомобілів 540К і 342 моделі 500К:
- 70 закритих автомобілів
- 28 відкритих автомобілів
- 23 седани 4 дверних (500К)
- 29 седанів 2 дверних (540К)
- 12 купе
- 6 туристичних
- 58 родстерів
- 116 кабріолетів А
- 296 кабріолетів В
- 122 кабріолети С